# VV DOS in het seizoen 1958/59
Het seizoen 1958/1959 was het vijfde jaar in het bestaan van de Utrechtse betaaldvoetbalclub DOS. De club kwam uit in de Eredivisie en eindigde daarin op de vierde plaats. Tevens deed de club mee aan het toernooi om de KNVB Beker, hierin werd in de derde ronde, na strafschoppen, verloren van N.E.C. (0–0).

## Wedstrijdstatistieken

### Eredivisie
|       | ADO   | Ajax  | Blauw-Wit | DWS/A | Elinkwijk | Sportclub Enschede | Feijenoord | Fortuna '54 | MVV   | NAC   | NOAD  | PSV   | Rapid JC | SHS    | Sparta | VVV   | Willem II |
| ----- | ----- | ----- | --------- | ----- | --------- | ------------------ | ---------- | ----------- | ----- | ----- | ----- | ----- | -------- | ------ | ------ | ----- | --------- |
| Thuis | 5 – 0 | 5 – 3 | 7 – 3     | 9 – 0 | 2 – 1     | 2 – 3              | 0 – 1      | 0 – 0       | 6 – 1 | 3 – 2 | 2 – 2 | 2 – 2 | 2 – 1    | 10 – 0 | 0 – 3  | 1 – 1 | 2 – 0     |
| Uit   | 1 – 1 | 2 – 0 | 1 – 1     | 0 – 1 | 0 – 4     | 1 – 0              | 4 – 1      | 1 – 2       | 1 – 3 | 1 – 2 | 2 – 0 | 1 – 3 | 2 – 0    | 3 – 3  | 1 – 1  | 0 – 0 | 2 – 6     |

### KNVB Beker
| 1e ronde                                     | Theole | 0 – 4 (0 – 2)          | DOS                                                               |
| 1 januari 1959 Plaats: Tiel Sportpark Drumpt |        |                        | 30', 35' Cor Luiten 65' Martin Okhuijsen 70' Tonny van der Linden |
| 2e ronde                                     | PEC    | 0 – 1 (0 – 0)          | DOS                                                               |
| 18 april 1959 Plaats: Zwolle De Vrolijkheid  |        |                        | 85' Huub van der Heyden                                           |
| 3e ronde                                     | N.E.C. | 0 – 0 Na strafschoppen | DOS                                                               |
| 21 mei 1959 Plaats: Nijmegen Goffertstadion  |        |                        |                                                                   |

### Europacup I
| Voorronde                                             | DOS                                                             | 3 – 4 (0 – 2)    | Sporting CP                                                    |
| 1 oktober 1958 Plaats: Utrecht Galgenwaard            | Henk Temming 48' (pen.) Tonny van der Linden 52' Cor Luiten 88' | Wedstrijdverslag | 31', 83' Ivson de Freitas 41' Hugo Sarmento 55' Manuel Vasques |
| Voorronde                                             | Sporting CP                                                     | 2 – 1 (0 – 0)    | DOS                                                            |
| 8 oktober 1958 Plaats: Lissabon Estádio José Alvalade | Ivson de Freitas 48', 76'                                       | Wedstrijdverslag | 82' Gerrit Krommert                                            |

## Statistieken DOS 1958/1959

### Eindstand DOS in de Nederlandse Eredivisie 1958 / 1959
| Stand | Gespeeld | Gewonnen | Gelijk | Verloren | Punten | Doelpunten voor | Doelpunten tegen |
| ----- | -------- | -------- | ------ | -------- | ------ | --------------- | ---------------- |
| 4e    | 34       | 17       | 9      | 8        | 43     | 86              | 46               |

### Topscorers
| #                    | Naam                 | Goal |
| -------------------- | -------------------- | ---- |
| 1.                   | Dirk Lammers         | 26   |
| 2.                   | Tonny van der Linden | 21   |
| 3.                   | Cor Luiten           | 13   |
| 4.                   | Gerrit Krommert      | 5    |
| 4.                   | Martin Okhuijsen     | 5    |
| 6.                   | Huub van der Heyden  | 4    |
| 6.                   | Wim Visser           | 4    |
| 8.                   | Jacques Koole        | 2    |
| 9.                   | Joop van den Bogert  | 1    |
| 9.                   | Henk Temming         | 1    |
| Onbekende doelpunten |                      |      |
| –                    | Onbekend             | 4    |
| Totaal               | Totaal               | 86   |

| #      | Naam                 | Goal |
| ------ | -------------------- | ---- |
| 1.     | Cor Luiten           | 2    |
| 2.     | Huub van der Heyden  | 1    |
| 2.     | Tonny van der Linden | 1    |
| 2.     | Martin Okhuijsen     | 1    |
| Totaal | Totaal               | 5    |

| #      | Naam                 | Goal |
| ------ | -------------------- | ---- |
| 1.     | Gerrit Krommert      | 1    |
| 1.     | Tonny van der Linden | 1    |
| 1.     | Cor Luiten           | 1    |
| 1.     | Henk Temming         | 1    |
| Totaal | Totaal               | 4    |

## Voetnoten
ADO ·
Ajax ·
Blauw-Wit ·
DOS ·
DWS/A ·
Elinkwijk ·
Sportclub Enschede ·
Feijenoord ·
Fortuna '54 ·
MVV ·
NAC ·
NOAD ·
PSV ·
Rapid JC ·
SHS ·
Sparta ·
VVV ·
Willem II